# Dorios
La de los dorios (griego antiguo: Δωριεῖς Dōrieis, singular Δωριεύς Dōrieus) era una de las cuatro tribus griegas antiguas (las otras tres eran la de los aqueos, la de los jonios y la de los eolios). 
Los dorios se distinguían por su idioma, por su sociedad y por su tradición histórica. Los relatos tradicionales colocan su lugar de origen en las regiones del norte de la Grecia antigua, desde donde algunas circunstancias desconocidas los condujeron hacia el sur de la región del Peloponeso, a ciertas islas de la parte sur del mar Egeo y a la costa sur de Asia Menor. Durante cierto tiempo se consideró su irrupción como una invasión que desestabilizó los Estados micénicos, destruyendo sus formas culturales y sustituyéndolas por las de los invasores. Indro Montanelli señala que los dorios introdujeron criterios racistas en Grecia. Su área de dominio histórico los sitúa en el Peloponeso y en la época clásica, con el desarrollo de la cultura espartana, el ejemplo apical de la sociedad y cultura dorias. 
La mitología atribuyó este nombre al fundador epónimo, Doro, hijo de Helén, patriarca mitológico de los helenos.

## La identidad doria

### El nombre de los dorios
El nombre de un hombre, Dōrieus, recibe una breve mención en las tablillas de lineal B en Pilos, una de las regiones invadidas y conquistadas por los dorios. La tablilla de Pilos Fn867 lo registra en el caso dativo como do-ri-je-we, *Dōriēwei. Un plural sin confirmar, *Dōriēwes, se habría convertido en Dōrieis, mediante la pérdida de la w y la contracción, pero en la tablilla es solo un nombre de hombre. Fn867 trata de la contribución de grano a un templo. Se desconoce si esto significa "el Dorio" o tuvo el significado original del nombre propio "Dorio".
Según Julius Pokorny 'dorio' deriva de Doris, "bosque" (que también puede significar "tierra alta"). El segmento Dori sería del grado-o del indo-europeo *deru-, "árbol". Dorio podría traducirse como "la gente del campo", "la gente de la montaña", "los montañeses", "la gente de los bosques", o algún apelativo parecido, lo que encaja eminentemente con su reputado origen.

### La tradición de Heródoto
Heródoto mismo era de Halicarnaso, una colonia doria en la costa suroeste de la actual Turquía, que continuó con la tradición literaria de su tiempo y escribió en griego jónico, siendo uno de los últimos autores que lo hizo. Describió las guerras médicas, dando cuenta de manera breve de la historia de los protagonistas, griegos y persas.
Heródoto menciona que la «gente ahora llamada dorios» eran vecinos de los pelasgos de Tesalia. Las mujeres tenían un vestido característico, decía, una túnica (un vestido plano) que no necesitaba sujetarse con broches. Fueron inmigrantes en el Peloponeso. Entre ellos estaba el pueblo más tarde conocido como lacedemonios, uno de cuyos reyes se llamaba Dorieo.

### La tradición de Pausanias
Otra fuente principal acerca de la identidad doria es la Descripción de Grecia de Pausanias. Relata que los aqueos del Peloponeso fueron expulsados de sus tierras por los dorios que venían del Eta, una región montañosa fronteriza con Tesalia. Los guiaba Hilo, un hijo de Heracles, pero fueron derrotados por los aqueos. Al mando de otro líder consiguieron derrotar a los aqueos y permanecer en el Peloponeso, un suceso al que llamaron «el retorno de los Heráclidas». Habían construido barcos en Naupacto con los que cruzar el golfo de Corinto. La tradición de Pausanias ve esta invasión como un retorno de los dorios al Peloponeso, aparentemente queriendo decir, un retorno de las familias que gobernaban en Etolia y el norte de Grecia a una tierra en la que ellos habían estado y poseído anteriormente. El retorno se describe con detalle: hubo "disturbios" en todo el Peloponeso, excepto en Arcadia, a causa de la llegada de los nuevos colonos dorios. Pausanias continúa describiendo la conquista y reasentamiento de Laconia, Mesenia, Argos y el resto de lugares, y la emigración desde allí hasta Creta y la costa de Asia Menor.

### Distinciones idiomáticas
El dialecto dórico se hablaba a lo largo de la costa del Peloponeso, en Creta y al suroeste de Asia Menor. Se ha postulado una relación cercana entre el dórico, el griego antiguo del Noroeste y el antiguo idioma macedonio. En períodos más tardíos, predominaron otros dialectos, sobre todo el ático, sobre el que estaba basado la koiné o el idioma común griego del periodo helenístico. La principal característica del dórico fue la preservación del indoeuropeo [un:], <α> larga, que en el ático-jónico se convirtió en [ε:], <η>. El tsakonio, un descendiente del griego dórico y una fuente de gran interés para los lingüistas, todavía se habla sorprendentemente en algunas regiones de la costa sur de la Argólida del Peloponeso, en la costa de la moderna prefectura de Arcadia.

### Otras distinciones culturales
Algunos autores atribuyen a los dorios la introducción de la pederastia en la Antigua Grecia. Algunos han postulado que esto tuvo lugar en el momento de su migración original y otros que mucho más tarde, alrededor del 630 a. C., comenzando en Creta y extendiéndose a Esparta y al resto de las ciudades-estado griegas. Según Erich Bethe 

Lo que trajeron los dorios fue el amor al efebo como una institución honorable y reconocida. Los dorios regulaban estrictamente la relación amorosa entre el hombre y el muchacho y la trataban como un arreglo muy importante, muy público con una seriedad honorable bajo la protección de la familia, la sociedad, el Estado y la religión... En Esparta, Creta y Tebas... la educación de la clase gobernante descansaba en la pederastia, [y era dirigida hacia] la areté y la virtud masculina, que se manifestaba principalmente en la guerra.

Existe un orden dórico de arquitectura y un modo dórico de música (véase también raíces del acorde de guitarra). La columna se caracterizaba por su simplicidad y fuerza, la música por sus cualidades marciales. La columna dórica se utiliza ampliamente a principios del siglo XXI, particularmente en edificios gubernamentales y otros edificios grandes.
Culturalmente, además de su dialecto dórico del griego, estas colonias retuvieron su calendario dórico característico, que giraba alrededor de un ciclo de festivales de los cuales, el de las Jacintias y el de las Carneas eran especialmente importantes (EB 1911).

## El concepto de la invasión dórica
Es incuestionable que una población dóricoparlante entró en el Peloponeso y en otras zonas de Grecia desde el exterior y desplazó a parte de la población previa, cambiando el dialecto principal del micénico al dórico. Sin embargo, se discute cuál fue el momento en que se produjeron estas migraciones. Tradicionalmente se las hace coincidir con las destrucciones de los palacios micénicos, en torno a 1200 a. C. Los antiguos se referían a estos sucesos como el retorno de los Heráclidas; es decir, las familias gobernantes, lejanamente emparentadas con las familias de la Grecia micénica, volvían para reclamar una parte de la tierra de sus ancestros, usando un ejército dorio para hacerlo. Otros autores, como Rubinsohn, han defendido que la irrupción de los dorios ocurrió unos dos siglos más tarde; por otro lado, John Chadwick cree apreciar en las tablillas de lineal B una cohabitación de los dorios con los micénicos.

## Distribución posmigracional de los dorios
Aunque muchos de los invasores dóricos se asentaron en el Peloponeso, también lo hicieron en Rodas y en Asia Menor, donde se levantarían en tiempos posteriores la Hexápolis dórica (las seis ciudades dorias): Halicarnaso y Cnido en Asia Menor, Cos y Lindos, Cámiros e Ialisos en la isla de Rodas. Estas seis ciudades se convertirían más adelante en rivales de las ciudades jónicas de Asia Menor. Los dorios también se asentaron en Creta.
Estas tradiciones del origen permanecieron con fuerza en los tiempos clásicos: Tucídides vio en parte la guerra del Peloponeso como «jonios luchando contra dorios» y contó la tradición de que los pobladores de Siracusa en Sicilia eran descendientes de los dorios. Otras supuestas colonias dóricas, originalmente de Corinto, Mégara y las islas dóricas, jalonan la costa sur de Sicilia desde Siracusa hasta Selinunte.